# フモ・アリーナ
フモ・アリーナはウズベキスタン・タシュケントにある多目的アリーナ。収容人数は旧ソ連国家のうちロシア・ベラルーシを除けば最大の12500名。主にアイスホッケーなどで利用される。2024年にはフットサルW杯が開催。